# John Hatch
John Thomas „JT“ Hatch (* 12. Februar 1996 in Mesa, Arizona) ist ein US-amerikanischer Volleyballspieler.

## Karriere
Hatch ist der Sohn eines Basketball-Trainers und einer Volleyball-Trainerin, sodass er als Kind in den beiden Sportarten aktiv war. Er begann seine Volleyball-Karriere an der Mesa High School, wo er als Zuspieler, Libero und Außenangreifer spielte. Von 2015 bis 2018 studierte er an der University of California, Los Angeles und spielte in der Universitätsmannschaft UCLA Bruins. Als Kapitän der Junioren-Nationalmannschaft nahm er an der U21-Weltmeisterschaft 2015 in Mexiko teil. Nach seinem Studium wechselte der Außenangreifer 2018 zum Al-Ahli SC nach Katar.
2019 wurde Hatch vom deutschen Meister Berlin Recycling Volleys verpflichtet. Die Berliner gewannen den DVV-Pokal 2019/20 und waren in der abgebrochenen Bundesliga-Saison Tabellenführer. Nach der Saison ging der Außenangreifer zum israelischen Verein Maccabi Tel Aviv. Mit dem Verein gewann er 2021 das Double aus nationalem Pokal und der Meisterschaft. In der Saison 2022/23 spielte er beim Schweizer Erstligisten Lausanne UC und in Estland bei Barrus Võru VK. 2023 wurde er vom deutschen Bundesligisten Helios Grizzlys Giesen verpflichtet. In der Saison 2023/24 erreichte Giesen das Achtelfinale im Challenge Cup und das Halbfinale im nationalen Pokal. In der Bundesliga kam der Verein als Hauptrunden-Zweiter ins Playoff-Halbfinale. 2024/25 erreichten die Grizzlys ebenfalls in beiden Wettbewerben das Halbfinale. Auch 2025/26 spielt Hatch für Giesen, wechselt aber auf die Libero-Position.